# イワン・セーロフ
イワン・アレクサンドロヴィチ・セーロフ（ロシア語: Иван Александрович Серов、1905年8月13日 - 1990年7月1日）は、ソビエト連邦の軍人、チェキスト。初代ソ連閣僚会議附属国家保安委員会（KGB）議長、ソ連軍参謀本部情報総局（GRU）長。上級大将（後に少将に降格）。ソ連邦英雄（後に剥奪された）。

## 生涯
ヴォログダ県アフィムスコエ村の農民の家庭に生まれる。1926年に全連邦共産党（ボリシェヴィキ党）に入党する。
1939年、フルンゼ名称軍事アカデミーを卒業。1939年2月から内務人民委員部（NKVD）に勤務する。1939年から1941年までウクライナ・ソビエト社会主義共和国内務人民委員となる。
1941年から1945年まで国家保安人民委員第一代理、後に内務人民委員代理となり、第二次世界大戦中はカフカースにおける敵性国民とみなされた住民の強制移住や、ポーランドの抵抗組織である国内軍（AK）への浸透と壊滅を指揮した。
1947年から1953年までソ連内務第一次官。1954年3月から1958年12月まで、KGB議長（初代）を務めた。1958年12月より、ソビエト連邦軍GRU総局長となる。
1962年10月、アメリカ合衆国のCIAとイギリスのMI6のためにスパイ行為を働いていたGRU大佐のオレグ・ペンコフスキーが逮捕された。1963年1月、セーロフは、その責任を問われてGRU総局長から解任された。同年3月、ソ連邦英雄の称号とレーニン勲章を剥奪され、少将に降格されたうえに予備役に編入された。
1990年、モスクワで死去した。